# Biological Journal of the Linnean Society
Il Biological Journal of the Linnean Society è un diretto discendente della più antica rivista di biologia del mondo, la Transactions of the Linnean Society, a cui è succeduto nel 1969. Essa è specializzata nella biologia evolutiva e comprende lavori riguardanti tutti i gruppi tassonomici dei cinque regni degli organismi viventi.
La rivista è pubblicata dalla Linnean Society of London.